# 核子黎明
《核子黎明》（Nuclear Dawn）是一款以大災難後時期為背景的電子遊戲。遊戲屬於少數第一人稱射擊與即時戰略混合模式的遊戲。
《核子黎明》於2006年2月發表，當時遊戲被定位為業餘開發的Source引擎遊戲模組。但開發者其後於2009年4月宣佈遊戲項目商業化，並且宣佈遊戲將會繼續使用Source引擎，在Windows及Xbox 360平台上發行。
2011年9月26日，游戏的Windows和OS X版本发布。
《核子黎明》是繼《絕對武力》、《決勝之日》、《物竞天择》、《凶船》、《他们饥饿：丧失的灵魂》與《蓋瑞模組》後，另一款以Valve旗下遊戲模組身份轉化為商業產品的遊戲。

## 遊戲設計
兩邊陣營中每一隊的一位玩家可扮演「指揮官」，在俯視的視角中指揮所屬陣營的玩家。遊戲中的其他玩家則扮演士兵，以第一人稱射擊遊戲的方式進行遊戲。遊戲中亦包含了可被玩家駕駛的載具。
InterWave對遊戲中士兵與指揮官所扮演的角色作出了以下解說:

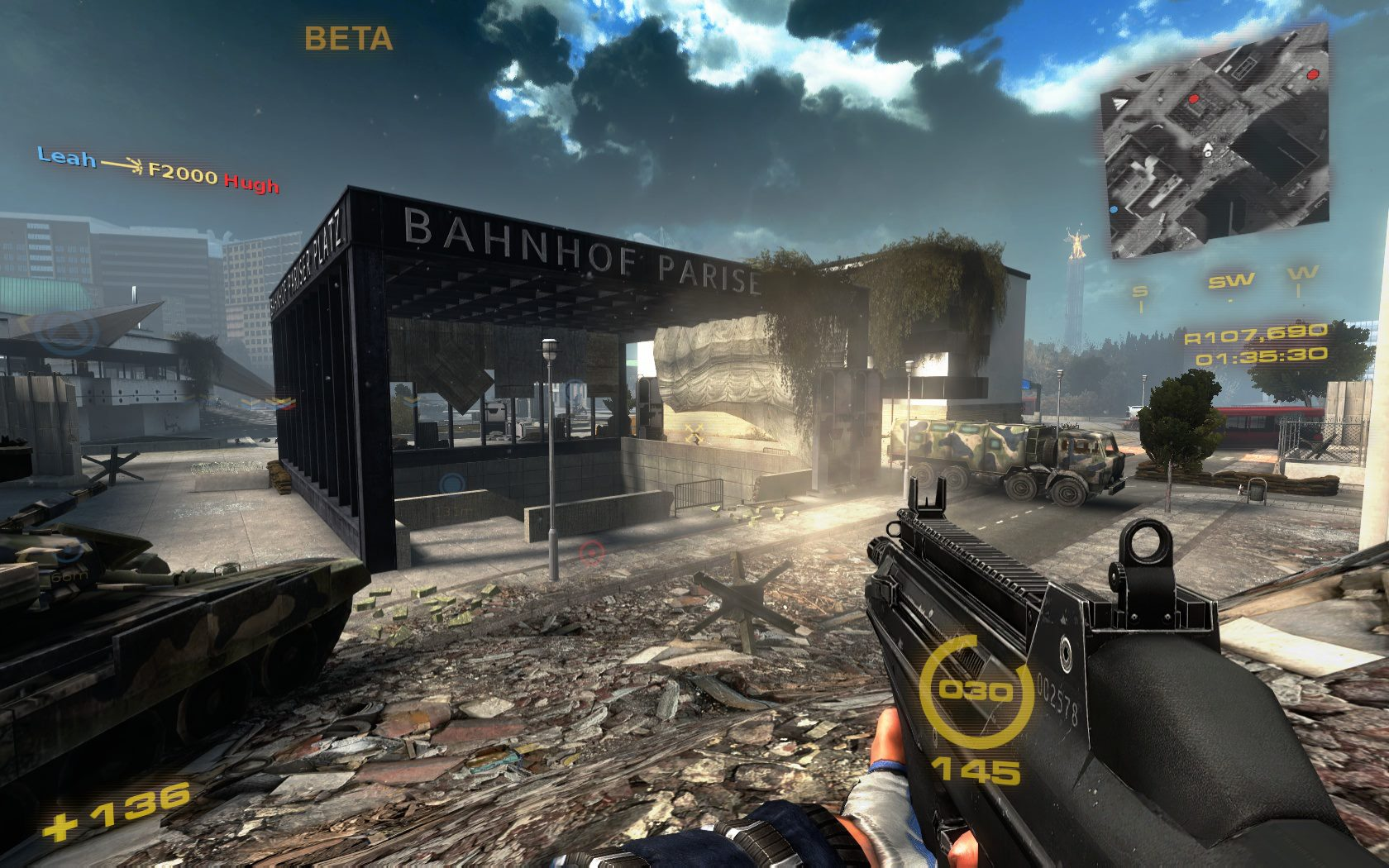
士兵

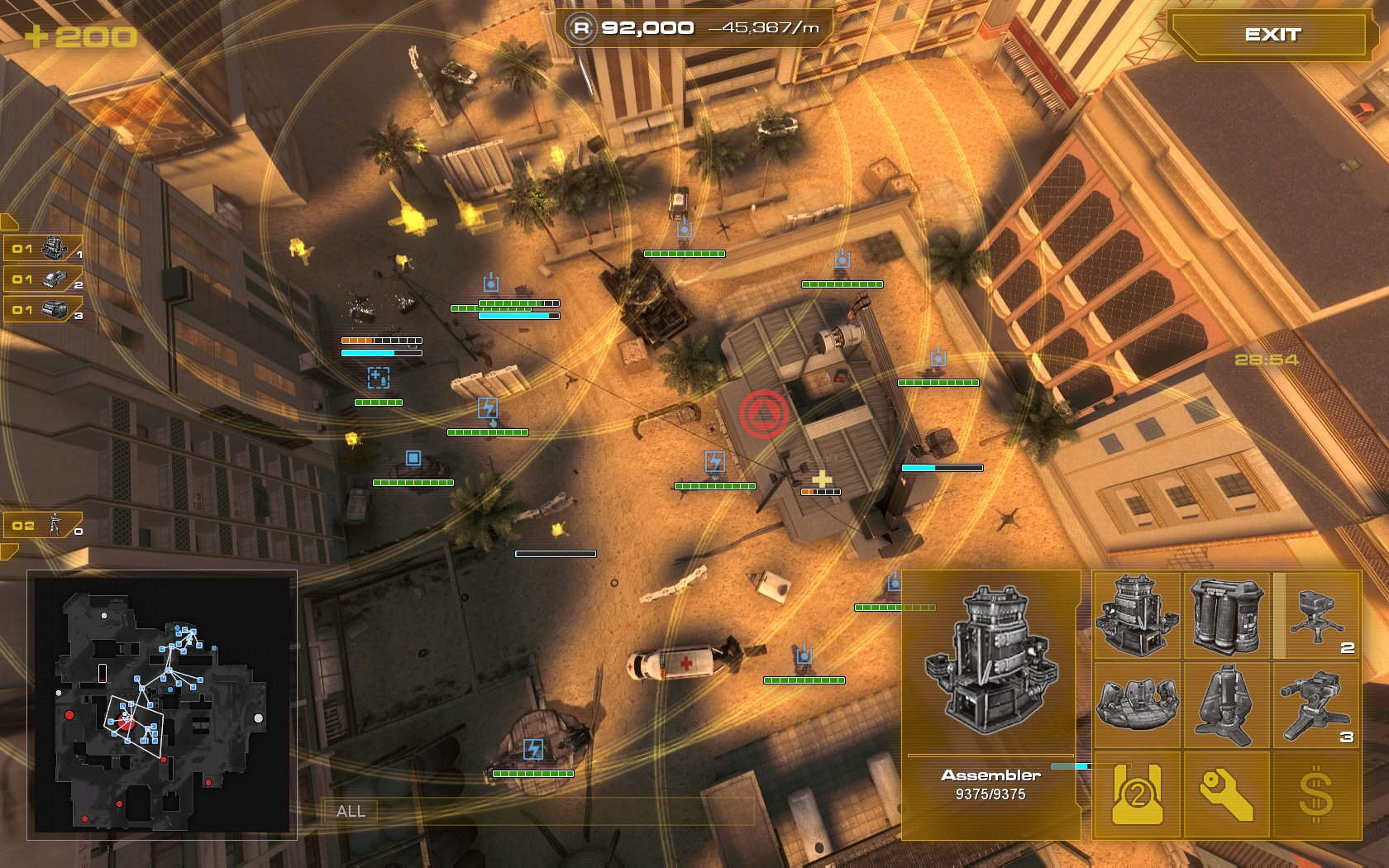
指揮官

|                                    | 戰場上的士兵 - 四個獨立兵種，各自有不同的能力與弱點。兵種設計突顯了玩家間互補長短、團隊合作、協力戰術 與及策略高明的重要性。 - 多種武器可以被投入戰場，包含步槍、散彈槍、格林機槍、炸彈和許多其他東西。 - 原來的環境充滿細節而且很適合一場血戰。奪取一個荒廢的日本都市的街道、滲透進俄羅斯的核子設施、或為了幾個後世界末日地點之一的寶藏奮戰。 指揮官 - 根基於目標的遊戲進行強調協調的戰術。 - 以至於適當地點的建築擴充你的領土，這樣建築就能幫助你的小隊進行征服。由支援建築至砲塔都會重擊你的敵人直至臣服。 - 解開新科技來扭轉局勢。 - 確保資源點安全以投入武器和裝備來援助你的隊伍。 |
| ——Nuclear Dawn 在ModDB上的介紹頁面 | |

## 開發歷程
《核子黎明》遭遇了一個拖延的模組開發圈，導致有指其為霧件的批評。
當《核子黎明》到了它將是個商業產品的轉變發表時，InterWave的總經理 Michiel Beenen 說：
|                  | 這遊戲將會有和往前一樣的概念，除了我們加入的還有原作就有的，再次讓在該模組產品製作的最後幾個月失去的特色重現。作為一個零售的商品，我們並不是要向我們的社群敲詐，然而，有了經濟上的支持，該產品將會比它是免費模組時更有內容，會有你在一個知名遊戲裡夢到的所有好東西。 |
| ——Michiel Beenen | |

2011年9月26日，《核子黎明》的Windows和OS X版本正式发布。

## 外部連結
- 官方網站 （页面存档备份，存于）
- Steam官方遊戲社群 （页面存档备份，存于）
- 對《核子黎明》轉為商業產品的聲明 （页面存档备份，存于）
- InterWave Studios （页面存档备份，存于）